# Ti amo
Ti amo (italienisch für „Ich liebe dich“) ist ein Lied des italienischen Sängers Umberto Tozzi aus dem Jahr 1977. Es erschien auf dem Album È nell’aria… ti amo.

## Entstehung und Inhalt
Der Song wurde von Giancarlo Bigazzi gemeinsam mit Tozzi geschrieben und von Bigazzi produziert. Es handelt sich um eine Ballade, in der sich der Protagonist an zwei Frauen richtet: Aus beruflichen Gründen führt er eine Wochenendehe und ist im Begriff, über den 1. Mai nach Hause zu seiner Ehefrau zu fahren. Vor seiner Abreise macht er seiner Geliebten eine Art Liebeserklärung, in der er jedoch auch eingesteht, zwischen ihr und seiner Ehefrau hin- und hergerissen zu sein.  Zu Hause angekommen, wird ihm bewusst, wie sehr er seine Ehefrau vermisst hat, und er bittet sie um Verzeihung für seine Untreue.

## Veröffentlichung und Rezeption
Ti amo war in vielen europäischen Ländern, darunter Italien, Schweden und der Schweiz, wo es die Charts anführte, ein Hit. Tozzis Version erreichte zudem Platz vier in Deutschland und Platz drei in Österreich. Eine spanische Version wurde als Te amo veröffentlicht – diese war in Spanien und Lateinamerika erfolgreich.
Im Jahr 2002 wurde das Lied von Tozzi als Duett mit der Sängerin Lena Ka unter dem Titel Ti amo (rien que des mots) mit italienischen und französischen Texten erneut aufgenommen. Diese Version war in Frankreich und Belgien (Wallonien) ein Erfolg und erreichte die Top drei. Im August 2014 war sie in der Liste der meistverkauften Singles in Frankreich im 21. Jahrhundert mit 393.000 verkauften Einheiten auf Platz 52. Zu dieser Zeit wurde die Originalversion erneut veröffentlicht und war in Frankreich ebenfalls recht erfolgreich.

## Version von Howard Carpendale
Im deutschsprachigen Raum erschien im September 1977 eine deutsche Fassung von Howard Carpendale mit einem Text von Fred Jay. In diesem macht der Protagonist die Liebeserklärung nach einem Streit und macht der geliebten Person zugleich Vorwürfe und trennt sich von ihr: „ich werde leben, auch ohne dich leben... jetzt wird Schluss sein, denn es muss sein“. Mit Platz zwei in Deutschland – und somit höher platziert als das Original – und Platz zehn in Österreich schaffte es auch diese Version in die Top Ten. Es war Carpendales bislang höchste Singlechartplatzierung in Deutschland. Auf der B-Seite der Single befindet sich der Song Jede Farbe ist schön.

## Weitere Coverversionen
Eine französische Version des Songs wurde 1977 von Dalida aufgenommen. 1984 erschien auch eine englische Version von Laura Branigan, die vor allem in Australien ein Hit wurde (Platz zwei). 2011 brachte Sergio Dalma eine spanischsprachige Version des Songs in die Top Ten in Spanien. Weitere Coverversionen stammen unter anderem von:
- Rapublic (Ti amo ’98)
- Enzo Belmonte
- Dieter Thomas Kuhn & Band
- Mike Krüger (Kein Kilo)
- DJ Ostkurve feat. Big Daddi, Kane & Enzo (Ti amo 2k13)
- Marco Masini
- Ricky King
- Al Bano
- Hélène Ségara (De Venise à la Seine)
- Ricchi e Poveri
- Captain Cook und seine singenden Saxophone
- Kai Warner, Chor und Orchester